# François Cevert
Albert François Cevert Goldenberg  (25 de febrer de 1944 - 6 d'octubre de 1973) fou un pilot de Fórmula 1 a les escuderies March i Tyrrell.

## Biografia
Guanyador de la Fórmula 3 francesa l'any 1968 va passar a la Formula 2 a l'any (1969), a on va agradar a Jackie Stewart que va recomanar a Tyrell el seu fitxatge.
L'any següent, ja començada la temporada, després de la retirada de Johnny Servoz-Gavin, Tyrell el va cridar per ocupar el segon cotxe de l'escuderia i fer d'escuder de Stewart. Aquesta temporada va aconseguir el seu primer punt del campionat de pilots fent sisè al Gran Premi d'Itàlia.
A la temporada 1971 i després de fer dos segons llocs a França i Alemanya va aconseguir la seva única victòria a la darrera cursa de l'any, el Gran Premi dels Estats Units de 1971. Amb aquesta victòria fou el primer francès després de Maurice Trintignant (al GP de Mònaco'55 i al GP de Mònaco '58, en guanyar una cursa. Va acabar tercer al mundial de pilots després de Jackie Stewart i Ronnie Peterson.
A la temporada 1972 però, fou dominat per Emerson Fittipaldi i Lotus. Cevert només va poder aconseguir dos segons llocs als grans premis de Bèlgica i dels Estats Units. Fora de la Fórmula 1 va fer un segon lloc a les 24 hores de Le Mans.
A la temporada 1973 van canviar les coses i va aconseguir un tercer i sis segons llocs, tres d'ells arribant després de Stewart, qui per llavors ja havia decidit deixar les curses a final de temporada i donar el lideratge de Tyrell a Cevert.
Tràgicament, Cevert va perdre la vida als entrenaments de l'última cursa de l'any, el Gran Premi dels Estats Units de 1973, lluitant amb Peterson per la pole. Va tenir un terrible accident que li va causar la mort immediatament.

## Palmarès[2]

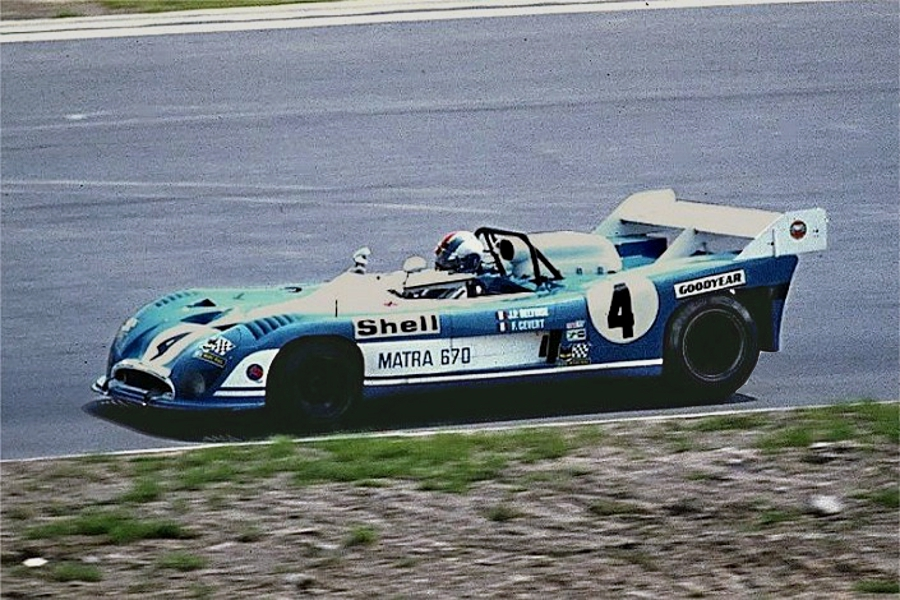
François Cevert

- Millor posició al Campionat Mundial de Pilots : 3r (1971)
- Punts aconseguits al Mundial: 89
- Curses disputades: 47
- Victòries : 1
- Podis : 13 (1 primer, 10 segons i 2 tercers)
- Poles : 0
- Voltes ràpides: 2